# Ryuzo 7
Pour plus de détails, voir Fiche technique et Distribution.
Ryuzo 7 (龍三と七人の子分たち, Ryūzō to shichinin no kobun tachi) est un film japonais réalisé par Takeshi Kitano, sorti en 2015.

## Fiche technique
- Titre original : 龍三と七人の子分たち (Ryūzō to shichinin no kobun tachi?)
- Titre français : Ryuzo 7
- Réalisation : Takeshi Kitano
- Scénario : Takeshi Kitano
- Pays d'origine :  Japon
- Format : Couleurs - 35 mm - 2,35:1 - Dolby Digital
- Box-office Japon : 1 600 000 000 ¥[1]
- Genre : action, comédie
- Durée : 125 minutes
- Date de sortie :
  - Japon : 5 avril 2015[2]

## Distribution
- Tatsuya Fuji : Boss Ryuzo
- Ben Hiura : Ichizo
- Kōjun Itō : Hide
- Masanobu Katsumura : Ryuhei
- Takeshi Kitano : Murakami
- Akira Onodera : Yasu
- Masaomi Kondō : Masa